# Daijiro Kato

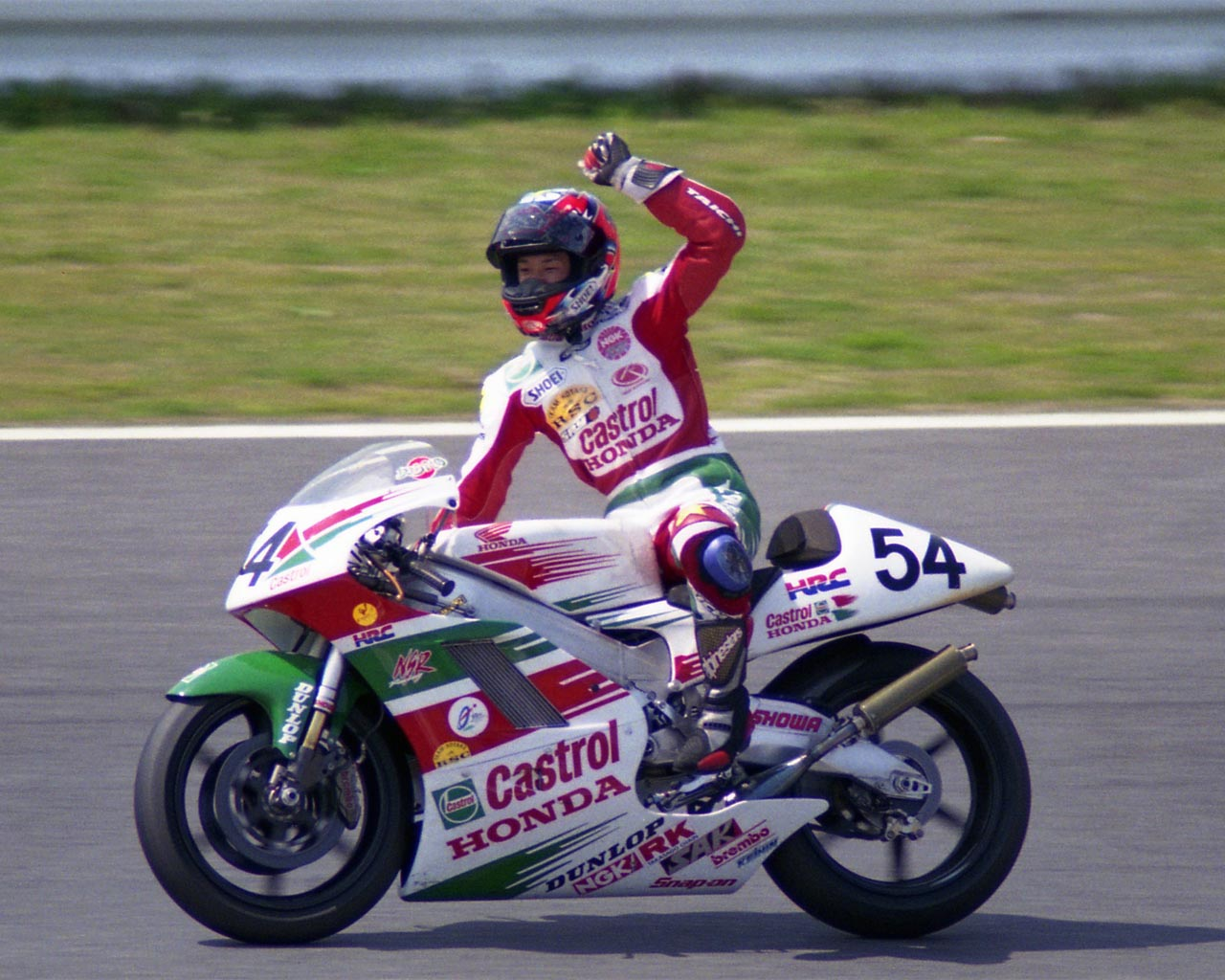
Daijiro Kato (1998)

Daijiro Kato (Japans: 加藤 大治郎, Katō Daijirō) (Saitama, 4 juli 1974 – Yokkaichi, 20 april 2003) was een Japans motorcoureur. De 250cc-kampioen van 2001 verongelukte tijdens de Grand Prix op Suzuka, Japan en overleed veertien dagen later in het ziekenhuis.

## Biografie
Na vier jaar te hebben meegedaan aan de 250 cc Grand Prix van Japan, die hij zowel in 1997 als in 1998 wist te winnen, nam hij vanaf 2000 deel aan alle wedstrijden in diezelfde klasse. Met onder meer vier overwinningen wist hij dat jaar als derde te eindigen in het wereldkampioenschap.
Het jaar daarop wist hij in diezelfde klasse van de zestien races er elf te winnen, waarvan de eerste vier op rij. Hij werd zodoende wereldkampioen. In totaal stond hij dat jaar dertien keer op het podium en haalde hij 322 punten bij elkaar, 49 meer dan de nummer twee; zijn landgenoot Tetsuya Harada.
In 2002 debuteerde Kato in de MotoGP. Hij behaalde dat jaar geen overwinningen, maar stond wel twee keer op het podium als tweede. Hij eindigde als zevende in de stand om het wereldkampioenschap met 117 punten, 238 minder dan wereldkampioen Valentino Rossi.
Het daaropvolgende seizoen ging het mis. Tijdens de eerste race van het seizoen 2003, op zondag 6 april, crashte Kato in de derde ronde van de wedstrijd. Hij reed met een snelheid van rond de 200 km/h tegen een muur vlak bij de laatste chicane van de baan. Kato liep letsel op aan zijn hoofd, nek en borst. Twee weken lang bracht hij in coma door in het ziekenhuis, alvorens hij op zondag 20 april om 00:42 uur overleed. Hij liet zijn vrouw Makiko, zijn zoon Ikko en dochter Rinka achter.

## Carrière
| jaar   | klasse | merk  | positie  | overwinningen | podium |
| ------ | ------ | ----- | -------- | ------------- | ------ |
| 1996   | 250 cc | Honda | 23       | -             | 1      |
| 1997   | 250 cc | Honda | 20       | 1             | 1      |
| 1998   | 250 cc | Honda | 20       | 1             | 1      |
| 1999   | 250 cc | Honda | 20       | -             | -      |
| 2000   | 250 cc | Honda | 3        | 4             | 9      |
| 2001   | 250 cc | Honda | kampioen | 11            | 13     |
| 2002   | MotoGP | Honda | 7        | -             | 2      |
| totaal |        |       |          | 17            | 27     |